# Haagse Hout
Haagse Hout (Neerlandês: As Florestas de Haia) é um dos oito distritos de Haia.
O antigo nome para essa área era Die Haghe Houte, se tornando depois Haagse Hout. O distrito tem aproximadamente 42,000 habitantes. Haagse Hout tem também quatro divisões internas (wijken):
- Benoordenhout
- Bezuidenhout
- Mariahoeve en Marlot
- Haagse Bos